# José Ribeiro da Fonseca
José Maria Ribeiro da Fonseca de Évora, O.F.M. (Évora, 11 dicembre 1690 – Porto, 16 giugno 1752), è stato un vescovo cattolico portoghese.

## Biografia
José Maria Ribeiro de Fonseca entrò nell'Ordine francescano dei ciabattari l'8 dicembre 1712 nel Convento di Santa Maria in Ara Coeli a Roma.
Nel 1740 fondò la grande biblioteca del convento di Ara Coeli e sotto la sua direzione vennero pubblicati, tra il 1731 e il 1741, gli Annales Minorum dello storico francescano Luca Wadding in diciassette volumi.
Fonseca rifiutò più volte la dignità episcopale, che accettò solo nel 1741. Venne infatti nominato vescovo di Porto da Giovanni V del Portogallo. Papa Benedetto XIV riconobbe il vescovo di nomina regia, interrompendo in tal modo il periodo di sede vacante che caratterizzò la diocesi tra il 1716 e il 1741.

## Genealogia episcopale
La genealogia episcopale è:
- Cardinale Guillaume d'Estouteville, O.S.B.Clun.
- Papa Sisto IV
- Papa Giulio II
- Cardinale Raffaele Riario
- Papa Leone X
- Papa Clemente VII
- Cardinale Antonio Sanseverino, O.S.Io.Hier.
- Cardinale Giovanni Michele Saraceni
- Papa Pio V
- Cardinale Innico d'Avalos d'Aragona, O.S.Iacobi
- Cardinale Scipione Gonzaga
- Patriarca Fabio Biondi
- Papa Urbano VIII
- Cardinale Cosimo de Torres
- Cardinale Francesco Maria Brancaccio
- Vescovo Miguel Juan Balaguer Camarasa, O.S.Io.Hier.
- Papa Alessandro VII
- Cardinale Neri Corsini
- Vescovo Francesco Ravizza
- Cardinale Veríssimo de Lencastre
- Arcivescovo João de Sousa
- Vescovo Álvaro de Abranches e Noronha
- Cardinale Nuno da Cunha e Ataíde
- Cardinale Tomás de Almeida
- Vescovo José Maria Ribeiro da Fonseca de Évora, O.F.M.Obs.